# Aegostheta nigricollis
Aegostheta nigricollis är en skalbaggsart som beskrevs av Louis Albert Péringuey 1904. Aegostheta nigricollis ingår i släktet Aegostheta och familjen Melolonthidae. Inga underarter finns listade i Catalogue of Life.